# Lista över fornlämningar i Kungsbacka kommun (Gällinge)
Lista över fornlämningar i Kungsbacka kommun (Gällinge) är en förteckning av ett urval av de fornlämningar som finns i Gällinge i Kungsbacka kommun.
| Namn                   | Lämningstyp                 | Tillkomsttid | Historisk indelning | Plats | Läge                 | ID-nr          | Bild                                 |
| ---------------------- | --------------------------- | ------------ | ------------------- | ----- | -------------------- | -------------- | ------------------------------------ |
| Gällinge 1:1           | Hög                         |              | Gällinge, Halland   |       | 57.393354, 12.251128 | 10145400010001 | Ladda upp en bild av detta fornminne |
| Gällinge 2:1           | Hög                         |              | Gällinge, Halland   |       | 57.393375, 12.252504 | 10145400020001 | Ladda upp en bild av detta fornminne |
| Gällinge 3:1           | Hög                         |              | Gällinge, Halland   |       | 57.394676, 12.255691 | 10145400030001 | Ladda upp en bild av detta fornminne |
| Gällinge 3:2           | Hög                         |              | Gällinge, Halland   |       | 57.394538, 12.255551 | 10145400030002 | Ladda upp en bild av detta fornminne |
| Koröset (Gällinge 5:1) | Röse                        |              | Gällinge, Halland   |       | 57.400611, 12.240110 | 10145400050001 | Ladda upp en bild av detta fornminne |
| Gällinge 8:1           | Hög                         |              | Gällinge, Halland   |       | 57.389398, 12.248339 | 10145400080001 | Ladda upp en bild av detta fornminne |
| Gällinge 10:1          | Grav markerad av sten/block |              | Gällinge, Halland   |       | 57.403630, 12.231030 | 10145400100001 | Ladda upp en bild av detta fornminne |
| Gällinge 10:2          | Grav markerad av sten/block |              | Gällinge, Halland   |       | 57.403588, 12.231131 | 10145400100002 | Ladda upp en bild av detta fornminne |
| Gällinge 20:1          | Gravfält                    |              | Gällinge, Halland   |       | 57.379655, 12.271307 | 10145400200001 | Ladda upp en bild av detta fornminne |
| Gällinge 21:1          | Hög                         |              | Gällinge, Halland   |       | 57.373313, 12.287175 | 10145400210001 | Ladda upp en bild av detta fornminne |
| Gällinge 24:1          | Stensättning                |              | Gällinge, Halland   |       | 57.388431, 12.269667 | 10145400240001 | Ladda upp en bild av detta fornminne |
| Gällinge 27:1          | Stenkammargrav              |              | Gällinge, Halland   |       | 57.357673, 12.232274 | 10145400270001 | Ladda upp en bild av detta fornminne |
| Gällinge 34:1          | Stensättning                |              | Gällinge, Halland   |       | 57.408682, 12.273485 | 10145400340001 | Ladda upp en bild av detta fornminne |
| Gällinge 36:1          | Röse                        |              | Gällinge, Halland   |       | 57.405632, 12.268821 | 10145400360001 | Ladda upp en bild av detta fornminne |
| Gällinge 36:2          | Stensättning                |              | Gällinge, Halland   |       | 57.405704, 12.269070 | 10145400360002 | Ladda upp en bild av detta fornminne |
| Gällinge 37:1          | Stensättning                |              | Gällinge, Halland   |       | 57.405275, 12.268171 | 10145400370001 | Ladda upp en bild av detta fornminne |
| Gällinge 41:1          | Stensättning                |              | Gällinge, Halland   |       | 57.405510, 12.283657 | 10145400410001 | Ladda upp en bild av detta fornminne |
| Gällinge 53:1          | Hällristning                |              | Gällinge, Halland   |       | 57.393868, 12.258974 | 10145400530001 | Ladda upp en bild av detta fornminne |
| Gällinge 54:1          | Hällristning                |              | Gällinge, Halland   |       | 57.398991, 12.288188 | 10145400540001 | Ladda upp en bild av detta fornminne |
| Gällinge 57:1          | Hällristning                |              | Gällinge, Halland   |       | 57.398777, 12.291422 | 10145400570001 | Ladda upp en bild av detta fornminne |
| Gällinge 71:1          | Stensättning                |              | Gällinge, Halland   |       | 57.376526, 12.284505 | 10145400710001 | Ladda upp en bild av detta fornminne |
| Gällinge 73:1          | Stensättning                |              | Gällinge, Halland   |       | 57.402243, 12.267634 | 10145400730001 | Ladda upp en bild av detta fornminne |